# Сем-Рейберн (Техас)
Сем-Рейберн (англ. Sam Rayburn) — переписна місцевість (CDP) в США, в окрузі Джеспер штату Техас. Населення — 1273 особи (2020).

## Географія
Сем-Рейберн розташований за координатами 31°4′38″ пн. ш. 94°1′33″ зх. д. / 31.07722° пн. ш. 94.02583° зх. д. (31.077317, -94.025711).  За даними Бюро перепису населення США в 2010 році переписна місцевість мала площу 25,72 км², з яких 21,93 км² — суходіл та 3,79 км² — водойми.

## Демографія
Згідно з переписом 2010 року, у переписній місцевості мешкала 1181 особа в 513 домогосподарствах у складі 373 родин. Густота населення становила 46 осіб/км².  Було 942 помешкання (37/км²).
Расовий склад населення:
| - 94,2 % — білих - 2,1 % — чорних або афроамериканців - 0,6 % — корінних американців - 0,5 % — азіатів |

До двох чи більше рас належало 1,9 %. Частка іспаномовних становила 5,8 % від усіх жителів.
За віковим діапазоном населення розподілялося таким чином: 19,6 % — особи молодші 18 років, 55,3 % — особи у віці 18—64 років, 25,1 % — особи у віці 65 років та старші. Медіана віку мешканця становила 50,8 року. На 100 осіб жіночої статі у переписній місцевості припадало 105,0 чоловіків;  на 100 жінок у віці від 18 років та старших — 99,6 чоловіків також старших 18 років.
Середній дохід на одне домашнє господарство  становив 85 738 доларів США (медіана — 77 083), а середній дохід на одну сім'ю — 90 610 доларів (медіана — 78 490). За межею бідності перебувало 0,7 % осіб, у тому числі 0,0 % дітей у віці до 18 років та 0,0 % осіб у віці 65 років та старших.
Цивільне працевлаштоване населення становило 412 осіб. Основні галузі зайнятості: роздрібна торгівля — 34,2 %, будівництво — 22,3 %, освіта, охорона здоров'я та соціальна допомога — 18,9 %.